# Dietrich Eichholtz
Dietrich Eichholtz (* 22. August 1930 in Danzig; † 21. Juni 2016) war ein deutscher Historiker. Er war einer der ersten Schüler des Wirtschaftshistorikers Jürgen Kuczynski und machte sich selbst einen Namen mit seinen Arbeiten zur deutschen Kriegswirtschaft im Zweiten Weltkrieg. Seine Geschichte der deutschen Kriegswirtschaft 1939–1945 erschien in drei Bänden 1969, 1985 und 1996. Wird insbesondere der erste Band als dogmatisch marxistisch-leninistisch und wegen seiner staatsmonopolistischen Interpretation kritisiert, fand das Werk insgesamt Anerkennung auch unter westlichen Historikern.

## Leben
Eichholtz kam aus einer bürgerlichen Familie. In Danzig geboren, machte er in der DDR das Abitur. Vor seinem Studium arbeitete er zunächst im Uranbergbau der Wismut AG. Eichholtz studierte von 1950 bis 1954 Wirtschaftswissenschaften und Wirtschaftsgeschichte an der Ost-Berliner Humboldt-Universität. Er studierte bei der Ravensbrück-Überlebenden Rita Sprengel Arbeitsökonomie und war einer der ersten Schüler von Jürgen Kuczynski.
Von 1955 bis 1962 arbeitete Eichholtz als wissenschaftlicher Mitarbeiter an der Akademie der Wissenschaften der DDR. 1959 promovierte er mit einer Arbeit über Junker und Bourgeoisie vor 1848 in der preußischen Eisenbahngeschichte, 1968 folgte die Habilitation. Von 1962 bis 1966 sowie von 1984 bis 1988 war Eichholtz Dozent und Honorarprofessor an der Ernst-Moritz-Arndt-Universität Greifswald. 1985 erhielt er den Nationalpreis der DDR II. Klasse für Wissenschaft und Technik. Von 1966 bis 1991 war er wieder als wissenschaftlicher Mitarbeiter an der Akademie der Wissenschaften tätig, ab 1975 als Forschungsgruppenleiter. Nach der Abwicklung der Akademie war er von 1994 bis zu seiner Versetzung in den Ruhestand 1995 im Rahmen des Wissenschaftler-Integrationsprogramms an der Technischen Universität Berlin in Forschung und Lehre beschäftigt. Nach 1990 wurde Eichholtz auch in den Beirat der privaten Stiftung Sozialgeschichte des 20. Jahrhunderts berufen, deren Direktor Karl Heinz Roth ist.
Von 1961 bis in die 1980er Jahre und erneut ab 1986 arbeitete Eichholtz, der als Reisekader ins westliche Ausland reisen durfte, als Kontaktperson eng mit dem Ministerium für Staatssicherheit (MfS) zusammen. Unter den Decknamen „KP ‚Eiche‘“, „Doktor“, „Paul Funck“ und „AIM ‚Buche‘“ informierte er die Hauptverwaltung Aufklärung und die Hauptabteilung XX – Staatsapparat, Kultur, Kirche, Untergrund über seine Kontakte mit Personen aus dem nichtsozialistischen Ausland. Seine Versuche, westliche (Historiker-)Kollegen zu Zuträgern für das MfS zu gewinnen, „scheiterten meistens am mangelnden Kooperationswillen der westdeutschen Anwerbungsopfer“. Im Jahre 1968 wurde Eichholtz mit Kurt Gossweiler auf die linksradikale Studentenbewegung in der Bundesrepublik angesetzt und im Juni 1968 zum Beispiel nach Bonn geschickt, um SDS-Mitglieder anzuwerben und die dortige Entwicklung zu observieren. 2010 berichtete Jürgen Evers, Professor für Chemie an der Ludwig-Maximilians-Universität München, von einem solchen Anwerbeversuch durch Eichholtz. Dieser war kein Inoffizieller Mitarbeiter, nach Einschätzung der Historikerin Christina Morina agierte er aber wie einer.

## Werk
1968 setzte sich Eichholtz gemeinsam mit Kurt Gossweiler in der Zeitschrift Das Argument mit den Thesen des britischen Historikers Timothy Mason auseinander, der im Sinne der Bonapartismustheorie eine zunehmende Autonomie der Nationalsozialisten gegenüber den Interessen der Großindustrie annahm. Gegenüber dieser These eines Primats der Politik vor der Wirtschaft beharrten Eichholtz und Gossweiler auf der marxistisch-leninistischen Doktrin vom staatsmonopolistischen Kapitalismus: Masons These könne nicht zutreffen, denn sie laufe „allen vom Marxismus entdeckten ‚Naturgesetzen‘ der Gesellschaft zuwider und würde allein durch ihre Existenz eine komplette Widerlegung der marxistischen Gesellschaftsanalyse darstellen“.
1969, 1985 und 1996 erschien in drei Bänden Eichholtz’ Hauptwerk, die Geschichte der deutschen Kriegswirtschaft 1939–1945. Mit dem ersten Band (1939–1941) wurde Eichholtz habilitiert. Der dritte Band erschien erst nach dem Ende der DDR und wurde von den Autoren Hagen Fleischer, Manfred Oertel, Berthold Puchert und Karl Heinz Roth mitverfasst. 1999 und in mehreren späteren Nachauflagen erschien ein Nachdruck des dreibändigen Werkes in fünf Teilbänden im K. G. Saur Verlag. Das Werk ist bis heute umstritten. Der Wirtschaftshistoriker Wilhelm Treue kritisierte den ersten Band 1970 als Ausfluss der kommunistischen Ideologie und Geschichtskonstruktion und wies auf zahlreiche Fehler und Auslassungen hin: Der Deutsch-sowjetische Nichtangriffspakt, der Name Josef Stalin und die nach dem Pakt zusätzlich vereinbarte wirtschaftliche Zusammenarbeit der Sowjetunion mit dem nationalsozialistischen Deutschland seien überhaupt nicht erwähnt. Sie hätten nach Treues Auffassung die ersten deutschen Siege überhaupt erst möglich gemacht. Eichholtz stelle die ökonomische Zusammenarbeit dagegen so dar, als ob die Sowjetunion damit Deutschland Schaden zugefügt und das Tempo der Aufrüstung der Wehrmacht eingeschränkt hätte. Angesichts der Menge des ausgebreiteten Materials mahnte Treue aber, Eichholtz möglichst bald mit einem Werk aus westlicher Perspektive zu antworten, wolle man nicht dessen „These von der Identität des Dritten Reiches und der Bundesrepublik, die […] dieses ganz und gar aktuell politische Buch trägt und durchdringt“, einfach hinnehmen. Demgegenüber urteilte Andreas Hillgruber, damals Leitender Historiker des Militärgeschichtlichen Forschungsamtes (MGFA) der Bundeswehr, Eichholtz zeige mit diesem Werk trotz der Vorgabe, „Hitler als ausführendes […] Organ des ‚Monopolkapitals‘“ darzustellen, „zu welch differenzierenden Ergebnissen ein gescheiter Historiker auch unter solchen Bedingungen zu gelangen vermag. Es ist ihm dann sogar möglich, bestimmte Tabus anzupacken, wie etwa die Wirtschaftslieferungen der Sowjetunion nach Deutschland im Zeichen des Hitler-Stalin-Pakts (S. 209), und zu akzeptablen Thesen darüber zu gelangen“. Insgesamt habe Eichholtz „trotz aller unvermeidlichen Einbettung in vorgegebene Richtlinien“ eine wichtige Studie, auf „breiter Quellengrundlage“ vorgelegt. Es handele sich um einen „in vielen Einzelheiten wertvollen, im ganzen nützlichen“ Beitrag. Das Werk bewege sich dabei „hart am Rande des offiziellen DDR-Kurses“.
Der MGFA-Historiker Rolf-Dieter Müller sah 1986 Eichholtz’ Darstellung „weniger mit Ideologie und Propaganda als mit der praktischen Kriegswirtschaft befaßt“. Während der erste Band noch von „politisch-ideologischen Prämissen stark durchdrungen“ gewesen sei, „die dem historischen Erkenntnisprozeß nicht förderlich“ gewesen sei, leiste Eichholtz mit seinem die Jahre 1941 bis 1943 umfassenden zweiten Band „ein bei älteren marxistischen Darstellungen kaum vorzufindendes Bemühen um Differenzierung und sorgfältiger Quellenkritik“. Müller zufolge gilt für diesen Band, dass er „qualitativ und quantitativ alles in den Schatten stellt, was bisher zu diesem Thema erschienen ist“. Eichholtz Arbeit beruhe auf einer „umfassenden systematischen Analyse der Kriegswirtschaft, einer sorgfältigen und gründlichen Untersuchung aller wichtigen Aspekte“. Seine Arbeit repräsentiert nach Müller „eine Spitzenposition in der DDR-Historiographie, die einen Dialog mit der oft verfemten bürgerlichen Geschichtsschreibung“ ermöglichen kann. Der Rezension von 1986 zufolge soll Eichholtz seine „Art einer systematischen Darstellung“ auch „für die erste Kriegsphase nutzbar“ machen, die schon in Band 1 behandelt wurde, und auch „für die die letzte Kriegsphase“, die in dem noch nicht erschienenen Band 3 abgehandelt werden soll. 2007 urteilte Müller nicht mehr so positiv über Eichholtz. In einer Rezension des Buches von Adam Tooze über die NS-Wirtschaft kommt Müller auf die Geschichte der deutschen Kriegswirtschaft zu sprechen, deren Band 3: Von 1943 bis 1945 erst 1996 unter Mitarbeit von Hagen Fleischer, Manfred Oertel, Berthold Puchert und Karl Heinz Roth erschienen war. In seiner Rezension zählt Müller auch Eichholtz zur DDR-Historiographie, die in „einer ideologischen Auseinandersetzung“ mit dem Westen während der Zeit des Kalten Krieges nachzuweisen bemüht war, dass der „Kapitalismus die eigentlich treibende Kraft für Faschismus und Krieg gewesen sei.“ Nach Müller hatte der „DDR-Wirtschaftshistoriker Eichholtz“ bis 1996 zwar die „umfassendste Geschichte der deutschen Kriegswirtschaft produziert“, sie war aber „fachlich und wissenschaftstheoretisch längst überholt.“
Der Gesellschaftshistoriker Hans-Ulrich Wehler bezeichnete das Gesamtwerk 2003 als „dogmatisch angelegt“, weil das NS-Regime als Agent von Kapitalinteressen dargestellt werde: Die zentrale Rolle des Holocausts in der Geschichte des Nationalsozialismus erkenne Eichholtz nicht an. Heinrich August Winkler führt den ersten Band von Eichholtz’ Geschichte der deutschen Kriegswirtschaft 1939–1945 „als Beispiel für die Nichterwähnung der jüdischen Opfer der nationalsozialistischen Ausrottungspolitik“ an. Stefanie Kerkhof hält dem Werk vor, die „staatsmonopolistische Kriegswirtschaft“ mit der Terminologie und dem theoretischen Instrumentarium des Marxismus-Leninismus zu untersuchen. Nach dem Ende der DDR seien in dem dritten Band „sprachliche Bereinigungen“ vorgenommen worden, zudem sei ein „stärkeres Gewicht auf staatliche Handlungen“ gelegt worden. Es fehle aber eine „theoretische Neuorientierung“. Zugleich wird es von mehreren Historikern als Standardwerk anerkannt. In einer Würdigung zum siebzigsten Geburtstag 2000 nennt der Historiker Wolfgang Benz das Selbstbewusstsein, mit dem Eichholtz im Vorwort der Neuausgabe seine Bände als „wissenschaftliche Pionierleistung […] an der Spitze der internationalen Forschung“ beschreibt, „berechtigt“: Das Werk habe „in allen Teilen seine Gültigkeit bewahrt und weitere Wirkungen entfaltet“. Für den Wirtschaftshistoriker Michael von Prollius ist es „das wichtigste Werk der DDR-Geschichtsschreibung“. Die Historikerin Christina Morina hebt die zahlreichen Quellen hervor, die Eichholtz präsentiere. Diese starke Empirieorientierung habe dazu beigetragen, dass er auch im Westen einen guten Ruf genossen habe. Insbesondere im 1985 erschienenen Band habe er die „enge Verflechtung und weitgehende Interessenkongruenz zwischen Großindustrie und NS-Regime“ schlüssig aufzeigen können, die dann in den Erkenntnisstand auch der bundesdeutschen Historiographie eingegangen sei. Die Thesen, an den Eichholtz sich abarbeite, nämlich dass kapitalistische „Monopole“ die „Faschisten“ mit dem Krieg beauftragt hätten, die Ressourcen für einen Sieg aber nicht gereicht hätten, zumal auch der profitabelste Krieg materielle Schäden verursache, erinnerten „in ihrer argumentativen Struktur an eine kaufmännische Kosten-Nutzen-Analyse.“
In der Einleitung zu einer von Eichholtz und dem Historiker Kurt Gossweiler herausgegebenen Aufsatzsammlung erläutern beide den Anspruch und das Anliegen ihrer Forschungen für die Gegenwart mit den Worten, „sie wollten auf dem Wege zu einer umfassenden Erforschung der historischen und aktuell-politischen Probleme des Faschismus wissenschaftliches Material für den heutigen Kampf gegen Faschismus und Imperialismus“ liefern.
Eichholtz veröffentlichte Beiträge in der Zeitschrift für Geschichtswissenschaft, im Jahrbuch für Geschichte und im Jahrbuch für Wirtschaftsgeschichte, nach der deutschen Wiedervereinigung in der jungen Welt und bei der Berliner Gesellschaft für Faschismus- und Weltkriegsforschung. Er publizierte zu Faschismus mit europäischen und regionalen Bezügen, dem Generalplan Ost (1939–43) und zur Geschichte der Bagdadbahn. Für die Enzyklopädie des Nationalsozialismus verfasste er den lexikalischen Artikel zur Kriegswirtschaft.

## Schriften (Auswahl)
- Junker und Bourgeoisie vor 1848 in der preußischen Eisenbahngeschichte – Theoretische und historische Probleme aus der Eisenbahnfrühzeit. Akademie Verlag, Berlin 1962 (Dissertation, Wirtschaftswissenschaften, Humboldt-Universität Berlin, 1959).
- Geschichte der deutschen Kriegswirtschaft 1939–1945. 3 Bände.

Band 1: Von 1939 bis 1941. Akademie-Verlag, Berlin (Ost) 1969 (Habilitationsschrift, 1968) (Mehrere Nachauflagen, zuletzt Akademie 1984).
Band 2: Von 1941 bis 1943. Mit einem Kapitel von Joachim Lehmann. Akademie Verlag, Berlin (Ost) 1985.
Band 3: Von 1943 bis 1945. Unter Mitarbeit von Hagen Fleischer, Manfred Oertel, Berthold Puchert und Karl-Heinz Roth. Akademie Verlag, Berlin 1996.
Unveränderter Text als Gesamtausgabe in 5 Teilbänden: Nachdruck der Ausgabe Akademie-Verlag, Berlin 1969–1996, ergänzt durch ein Vorwort von Gustavo Corni, kritische Randbemerkungen und ein Gesamtregister: Saur, München 1999, ISBN 3-598-11428-1 (Davon mehrere Nachauflagen).
- mit Wolfgang Schumann (Hrsg. und Vorwort): Anatomie des Krieges. Neue Dokumente über die Rolle des deutschen Monopolkapitals bei der Durchführung des Zweiten Weltkrieges. VEB Deutscher Verlag der Wissenschaften. Berlin (Ost) 1969.
- mit Kurt Gossweiler: Faschismusforschung. Positionen, Probleme, Polemik. Akademie Verlag, Berlin (Ost) 1980.
- mit Kurt Pätzold (Hrsg.): Der Weg in den Krieg. Studien zur Geschichte der Vorkriegsjahre (1935/36 bis 1939). Akademie Verlag, Berlin (Ost) 1989.
- Deutsche Politik und rumänisches Öl (1938–1941). Eine Studie über Erdölimperialismus. Leipziger Universitätsverlag, Leipzig 2005.
- Krieg um Öl. Ein Erdölimperium als deutsches Kriegsziel 1938–1943. Leipziger Universitätsverlag, Leipzig 2006.
- Die Bagdadbahn. Mesopotamien und die deutsche Ölpolitik bis 1918. Aufhaltsamer Übergang ins Erdölzeitalter. Leipziger Universitätsverlag, Leipzig 2007.